# Euphemia de Ross
Euphemia de Ross (* um 1329; † 20. Februar 1389) war als zweite Ehefrau von Robert II. von Schottland Königin der Schotten.

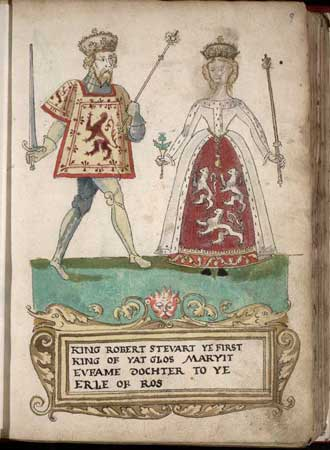
Robert II. und Euphemia

Sie entstammte dem Clan Ross und war die Tochter von Aodh, 4. Earl of Ross, aus dessen Ehe mit Matilda Bruce, der Schwester des schottischen Königs Robert I.
In erster Ehe war sie mit John Randolph, 3. Earl of Moray verheiratet. Die Ehe blieb kinderlos und der Earl fiel am 17. Oktober 1346 in der Schlacht von Neville’s Cross. Sie blieb für neun Jahre Witwe.
Am 2. Mai 1355 heiratete Euphemia Robert Stewart, 1. Earl of Atholl, den einzigen Sohn von Walter Stewart, dem sechsten High Steward von Schottland, und der Prinzessin Marjorie Bruce. Marjorie war eine Tochter von Robert I. von Schottland (Robert The Bruce) und seiner ersten Frau Isabella of Mar. Mehr als ein Jahrzehnt zuvor war ihr zweiter Ehemann Robert gemeinsam mit ihrem ersten Ehemann Regent von Schottland gewesen.
Offenbar stand dieser zweiten Ehe die Verwandtschaft im Wege, so dass eine päpstliche Dispens von Papst Innozenz VI. erforderlich war, damit sie von der katholischen Kirche anerkannt werden konnte. Die Verwandtschaft war darauf zurückzuführen, dass ihr erster Ehemann, ein Cousin zweiten Grades von Robert Stewart war. Es bestand wohl auch eine Blutsverwandtschaft, da in der Dispens von einer Verwandtschaft vierten Grades die Rede war, die jedoch bis heute nicht nachgewiesen werden konnte.
Euphemias Besitzrechte als Witwe des Earl of Moray ermöglichten ihrem zweiten Gatten Robert, die Kontrolle über die feudale Herrschaft Badenoch zu erlangen. Andererseits festigte die Ehe Roberts Beziehungen zu Euphemias Bruder Uilleam, 5. Earl of Ross.

Wappen Euphemias als schottische Königin

Robert stieg 1371 als Nachfolger seines Onkels David II. zum schottischen König auf. Obwohl sie vom Moment seiner Thronbesteigung an als Königin anerkannt und ernannt wurde, fand ihre offizielle Krönung viel später statt als die des neuen Königs. Während Robert am 27. März 1371 gekrönt wurde, legt Walter Bowers Scotichronicon nahe, dass Euphemias Krönung zwischen dem 6. Dezember 1372 und dem 24. März 1373 in einem Gottesdienst in Scone stattfand, der von Alexander de Kininmund, Bischof von Aberdeen, abgehalten wurde. Die Verzögerung könnte durch eine gewisse Unsicherheit über den Status von Davids II. kürzlich geschiedener Königin Margaret Logie verursacht worden sein, die 1372 zum päpstlichen Hof gegangen war, um gegen ihren Ausschluss von ihren Rechten als Königin der Schotten zu protestieren. Insbesondere schottische Geistliche waren möglicherweise nicht bereit, eine Zeremonie durchzuführen, die eine neue Königin der Schotten krönte und dem päpstlichen Urteil in dieser Angelegenheit zuvorkam. Euphemia erscheint in keinem zeitgenössischen Bericht als aktive oder einflussreiche Persönlichkeit im Leben des Königreichs, was teilweise darauf zurückzuführen sein könnte, dass Robert II. seine Zuneigung auf seine langjährige Mätresse Mariota Cardeny verlagerte, eine Beziehung, die bereits im März 1372 offen zugegeben wurde.
Die Kinder aus Roberts erster Ehe mit Elizabeth Mure wurden von einigen aufgrund der Blutsverwandtschaft als unehelich angesehen. Beide Kinderpaare aus jeder Ehe betrachteten sich als rechtmäßige Thronfolger, was zu erheblichen Konflikten führte.
Mit Robert hatte Euphemia fünf Kinder:
- David Stewart, 1. Earl of Strathearn and Caithness (um 1360–1389);
- Walter Stewart, 1. Earl of Atholl (1360–1437);
- Margaret Stewart;
- Elisabeth Stewart ⚭ David Lindsay, 1. Earl of Crawford;
- Egidia Stewart ⚭ Sir William Douglas of Nithsdale († 1391).

Euphemia starb 1389 und wurde in der Paisley Abbey beigesetzt.